# Margherita I di Borgogna
Margherita di Francia o Margherita I di Borgogna (in francese Marguerite de France e Marguerite Ire de Bourgogne; 1309 – Parigi, 9 maggio 1382) fu Signora di Salins, contessa di Borgogna, Contessa di Chalon e Contessa d'Artois, dal 1361 alla sua morte; fu anche contessa consorte delle Fiandre, di Nevers e di Rethel, dal 1322 al 1346.

## Origine
Come riportato dalla Continuatio Chronici Guillelmi de Nangiaco, Margherita era la figlia secondogenita del re di Francia e Re di Navarra, Filippo V il Lungo, e della Signora di Salins, contessa di Borgogna, Contessa di Chalon e Contessa d'Artois, Giovanna II, che, come ricordato dalla madre nel proprio testamento del 1328, Giovanna II era la figlia femmina primogenita del Signore di Salins, Conte di Chalon e Conte di Borgogna, Ottone IV e dalla futura contessa regnante d'Artois, Matilde di Artois, che secondo le Gesta Philippi Tertii Francorum Regis, era la figlia primogenita del conte d'Artois, Roberto II il Nobile (1250-1302) e della signora di Conches Amici di Courtenay figlia di Pietro di Courtenay (1218 - † 1250), signore di Conches e di Mehun, e di Petronilla di Joigny, come ci conferma la Histoire généalogique de la Maison royale de Courtenay.
Filippo V il Lungo era il figlio maschio secondogenito del re di Francia, Filippo IV il Bello, e della regina regnante di Navarra, contessa di Champagne e Brie, Giovanna I, come ci viene confermato dal Continuatio Chronici Guillelmi de Nangiaco.

## Biografia
All'inizio del 1314, il re di Francia, Filippo IV il Bello, fece arrestare le sue tre nuore: sua madre, Margherita di Borgogna, figlia del Duca di Borgogna e re titolare di Tessalonica, Roberto II e della moglie, Agnese di Francia, moglie del figlio primogenito, Luigi X l'Attaccabrighe e sua zia, la sorella di sua madre, Bianca, moglie del terzogenito Carlo il Bello), con l'accusa di adulterio, come riportato dalla Continuatio Chronici Guillelmi de Nangiaco.
La consorte dell'erede al trono di Francia, Margherita era sospettata di aver commesso l'adulterio con il cavaliere normanno Philippe d'Aunay, mentre il fratello, Gauthier, aveva commesso adultero con sua zia, Bianca, e per questo, entrambe erano state ripudiate, mentre sua madre, Giovanna fu assolta dall'accusa di adulterio, ma condannata, per complicità con la sorella e la cognata.
Dopo che i loro amanti, Philippe e Gauthier, sotto tortura, ebbero confessato anche Bianca e Margherita ammisero l'adulterio e, dalla corte giudicante, che le riteneva colpevoli di flagrante adulterio, furono condannata ad essere rinchiusa in fortezza.
 Sua madre, Giovanna, condannata per complicità, venne relegata nel castello di Dourdan, e, nel 1315, mentre era ancora rinchiusa nel castello di Dourdan, suo zio, il fratello di sua madre, Roberto, conte di Borgogna e di Chalon, morì a Parigi, e sua madre, Giovanna, gli succedette, divenendo la contessa di Borgogna, Giovanna II, ma la contea venne amministrata da Matilde di Artois (madre di Giovanna II) e da Filippo il Lungo (marito di Giovanna II), fratello di Luigi X, detto l'Attaccabrighe, re di Francia dal 1314.
Il 5 giugno 1316, alla morte dello zio, il re di Francia Luigi X, detto l'Attaccabrighe, suo padre, Filippo il Lungo, conte di Poitiers, fu nominato reggente in attesa, per la fine dell'autunno, della nascita dell'erede al trono (al momento della morte di Luigi X l'Attaccabrighe, la sua seconda moglie, Clemenza d'Ungheria, era in attesa del suo primogenito). A novembre nacque un maschio, Giovanni detto il Postumo, re di Francia, e suo padre, Filippo il Lungo, fu confermato reggente. Ma il neonato visse solo cinque giorni. Dopo la morte del bambino, suo padre fu proclamato re Filippo V, sostituendo nel diritto al trono Giovanna, la figlia primogenita di suo fratello Luigi X e di Margherita di Borgogna, la sorella del duca di Borgogna, Oddone o Eudes IV.
In difesa dei diritti di sua nipote Giovanna si schierò lo zio, il duca di Borgogna, Oddone o Eudes IV, che alla fine dovette cedere, garantendo in compenso però alla nipote una rendita di 15.000 livres tiurnois, il matrimonio con il cugino del re, il conte d'Évreux, Filippo e la promessa delle contee di Champagne e di Brie, se Filippo V fosse morto senza discendenti maschi e, ad Oddone, il fidanzamento con sua sorella, la primogenita, Giovanna di Francia o di Borgogna; il contratto di matrimonio venne siglato a Nogent-sur-Seine, il 29 settembre 1316. Dopo che suo padre era divenuto re, sua madre, Giovanna II di Borgogna riottenne la libertà e, il 9 gennaio del 1317, fu incoronata regina di Francia, assiema al marito, il re di Francia, Filippo V il Lungo; all'incoronazione assistettero solo sua madre, Mahaut, e lo zio di Filippo, Carlo di Valois. Nel mese di febbraio, poi, una commissione di prelati, cittadini autorevoli, feudatari e dottori dell'università enunciarono il principio che una donna non può accedere al trono di Francia.

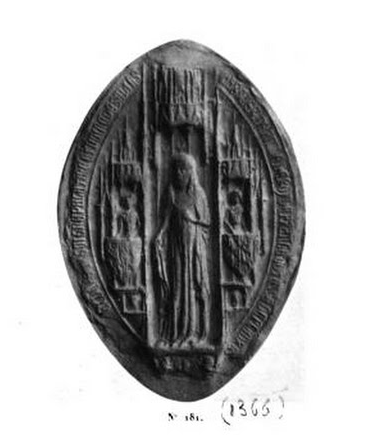
Sigillo di Margherita contessa di Borgogna

Nel 1320 sposò l'erede delle contee delle Fiandre, di Nevers, e di Rethel, Luigi I di Crécy (1304-1346), figlio del conte di Nevers, Luigi I (figlio del conte delle Fiandre, Roberto di Dampierre) (come ci conferma il Iohannis de Thilrode Chronicon) e della contessa di Rethel, Giovanna; il matrimonio era stato concordato tra suo padre, Filippo V il Lungo ed il nonno di Luigi, Roberto di Dampierre, dopo che gli aveva reso omaggio, nel maggio di quello stesso anno, mettendo fine ai loro contrasti; il contratto fu stipulato a giugno ed il matrimonio fu celebrato nel mese di luglio.
Nel 1322, alla morte di suo padre, sua sorella, la primogenita, Giovanna fu esclusa dalla successione al trono di Francia, come sei anni prima era stata esclusa sua cugina Giovanna, per il principio che una donna non può accedere al trono di Francia. Cosicché a suo padre succedette lo zio, Carlo IV Martello il Bello.
Nello stesso anno, nell'arco di due mesi morirono in successione, prima il suocero, il conte di Nevers, anche lui di nome Luigi e poi il nonno paterno del marito, il conte delle Fiandre, Roberto di Dampierre, per cui il marito ereditò le contee di Nevers e delle Fiandre; il marito allora si riavvicinò al nuovo re di Francia Carlo IV il Bello e dovette far fronte a delle ribellioni dei Fiamminghi.
Nel 1325, morì la suocera di Margherita, Giovanna di Rethel, per cui il marito divenne anche conte di Rethel.
Nel 1328, alla morte di Carlo il Bello, re di Francia e di Navarra, senza eredi maschi, in attesa che Giovanna d'Évreux la regina vedova portasse a termine la gravidanza, fu nominato reggente, un cognato, il marito di Giovanna di Borgogna, una sorella di Oddone IV, Filippo di Valois, capetingio di linea maschile, figlio di Carlo di Valois, fratello del re di Francia, Filippo IV il Bello, e dopo la nascita di un'altra femmina, Filippo di Valois, fu eletto re di Francia con il nome di Filippo VI, divenendo il primo re della casa Valois.
Nel 1329, alla morte della nonna, Mahaut, come espressamente indicato nel suo testamento, redatto nel 1328, sua madre, Giovanna II divenne Contessa d'Artois, dove si recò e dove morì, a Roye, il 21 gennaio del 1330, all'età di 39 anni. Fu tumulata nella Chiesa dei Cordiglieri, a Parigi.
Sua sorella, Giovanna succedette alla madre come Giovanna III, sia contessa di Borgogna che Contessa d'Artois, come indicato nel testamento della nonna.
Nel 1346, nel corso della guerra dei cent'anni, sia il marito che il figlio, anche lui di nome Luigi, presero parte alla battaglia di Crécy, dove, il marito perse la vita ed il figlio rimase gravemente ferito. Per cui Margherita rimase vedova e il figlio ereditò le contee paterne, per il governo delle quali, per alcuni anni, ebbe il sostegno della madre.
Sua sorella, Giovanna III morì nel (1347), e fu tumulata nell'Abbazia di Fontenay. Alla sua morte nei titoli di conte di Borgogna e di Artois, gli succedette, sotto la tutela di suo marito, Oddone IV, il nipote, di circa un anno, Filippo di Rouvres, il figlio di suo figlio, Filippo di Borgogna, morto l'anno precedente.
Nel 1361, alla morte del pronipote, nipote di sua sorella, Giovanna III, Filippo di Rouvres (Filippo di Rouvres era anche nipote acquisito di Margherita, in quanto, nel 1357, aveva sposato la giovane (sette anni) nipote di Margherita, anche lei di nome Margherita, detta di Mâle, dal nome del castello di famiglia, per cui Margherita di Mâle era stata contessa consorte di Borgogna e di Artois, per quattro anni), per il fatto di essere la parente più prossima, ereditò i titoli, divenendo contessa di Borgogna e Artois; titoli che, alla sua morte, nel 1382, passarono al figlio, Luigi detto di Mâle, dal nome del castello in cui era nato.
Margherita di Francia, in quanto figlia di re, fu inumata nella Basilica di Saint-Denis.

## Discendenza
Margherita e Luigi I di Fiandra ebbero un unico figlio:
- Luigi[13] (1330-1384), conte di Fiandra, di Nevers e di Rethel e poi conte di Borgogna e di Artois

## Ascendenza
|                          |               |                        | Genitori                        |  |  | Nonni |  |  | Bisnonni               |  |  | Trisnonni           |  |
|                          |               |                        |                                 |  |  |       |  |  | Filippo III di Francia |  |  | Luigi IX di Francia |  |
|                          |               |                        |                                 |  |  |       |  |  | Filippo III di Francia |  |  | Luigi IX di Francia |  |
|                          |               | Margherita di Provenza |                                 |  |  |       |  |  | Filippo III di Francia |  |  |                     |  |
| Filippo IV di Francia    |               |                        |                                 |  |  |       |  |  | Filippo III di Francia |  |  |                     |  |
|                          |               | Isabella d'Aragona     | Giacomo I d'Aragona             |  |  |       |  |  |                        |  |  |                     |  |
|                          |               | Isabella d'Aragona     | Giacomo I d'Aragona             |  |  |       |  |  |                        |  |  |                     |  |
|                          |               | Isabella d'Aragona     | Iolanda d'Ungheria              |  |  |       |  |  |                        |  |  |                     |  |
| Filippo V di Francia     |               | Isabella d'Aragona     |                                 |  |  |       |  |  |                        |  |  |                     |  |
|                          |               | Enrico I di Navarra    | Tebaldo I di Navarra            |  |  |       |  |  |                        |  |  |                     |  |
|                          |               | Enrico I di Navarra    | Tebaldo I di Navarra            |  |  |       |  |  |                        |  |  |                     |  |
|                          |               | Enrico I di Navarra    | Margherita di Borbone-Dampierre |  |  |       |  |  |                        |  |  |                     |  |
| Giovanna I di Navarra    |               | Enrico I di Navarra    |                                 |  |  |       |  |  |                        |  |  |                     |  |
|                          |               | Bianca d'Artois        | Roberto I d'Artois (=28)        |  |  |       |  |  |                        |  |  |                     |  |
|                          |               | Bianca d'Artois        | Roberto I d'Artois (=28)        |  |  |       |  |  |                        |  |  |                     |  |
|                          |               | Bianca d'Artois        | Matilde di Brabante (=29)       |  |  |       |  |  |                        |  |  |                     |  |
| Margherita I di Borgogna |               | Bianca d'Artois        |                                 |  |  |       |  |  |                        |  |  |                     |  |
|                          | Ugo di Châlon | Giovanni d'Auxonne     |                                 |  |  |       |  |  |                        |  |  |                     |  |
|                          | Ugo di Châlon | Giovanni d'Auxonne     |                                 |  |  |       |  |  |                        |  |  |                     |  |
|                          | Ugo di Châlon | Matilde di Borgogna    |                                 |  |  |       |  |  |                        |  |  |                     |  |
| Ottone IV di Borgogna    | Ugo di Châlon |                        |                                 |  |  |       |  |  |                        |  |  |                     |  |
|                          |               | Adelaide I di Borgogna | Ottone II di Borgogna           |  |  |       |  |  |                        |  |  |                     |  |
|                          |               | Adelaide I di Borgogna | Ottone II di Borgogna           |  |  |       |  |  |                        |  |  |                     |  |
|                          |               | Adelaide I di Borgogna | Beatrice II di Borgogna         |  |  |       |  |  |                        |  |  |                     |  |
| Giovanna II di Borgogna  |               | Adelaide I di Borgogna |                                 |  |  |       |  |  |                        |  |  |                     |  |
|                          |               | Roberto II d'Artois    | Roberto I d'Artois (=22)        |  |  |       |  |  |                        |  |  |                     |  |
|                          |               | Roberto II d'Artois    | Roberto I d'Artois (=22)        |  |  |       |  |  |                        |  |  |                     |  |
|                          |               | Roberto II d'Artois    | Matilde di Brabante (=23)       |  |  |       |  |  |                        |  |  |                     |  |
| Mahaut d'Artois          |               | Roberto II d'Artois    |                                 |  |  |       |  |  |                        |  |  |                     |  |
|                          |               | Amicie de Courtenay    | Pietro di Courtenay             |  |  |       |  |  |                        |  |  |                     |  |
|                          |               | Amicie de Courtenay    | Pietro di Courtenay             |  |  |       |  |  |                        |  |  |                     |  |
|                          |               | Amicie de Courtenay    | Perronelle de Joign             |  |  |       |  |  |                        |  |  |                     |  |
|                          |               | Amicie de Courtenay    |                                 |  |  |       |  |  |                        |  |  |                     |  |

### Fonti primarie
- (LA)  Monumenta Germaniae Historica, Scriptores, tomus XXV.
- (LA)  Recueil des historiens des Gaules et de la France. Tome 20.
- (LA, FR)  Recueil des historiens des Gaules et de la France. Tome 21.
- (FR)  Diplomatum Belgicorum nova collectio, sive supplementum ad opera diplomatica Auberti Miræi (Brussels), Tome IV.
- (LA)  Histoire généalogique de la Maison royale de Courtenay.

### Letteratura storiografica
- Hilda Johnstone, "Francia: gli ultimi Capetingi", cap. XV, vol. VI (Declino dell'impero e del papato e sviluppo degli stati nazionali) della Storia del Mondo Medievale, 1980, pp. 569–607.
- (FR)  Chronique parisienne anonyme du XIVe siècle.
- (FR)  Histoire des ducs de Bourgogne de la race capétienne, tome VI.
- (FR)  Histoire généalogique des ducs de Bourgogne de la maison de France.